# Оук Гроув (Орегон)
Оук Гроув (енгл. Oak Grove) насељено је место без административног статуса у америчкој савезној држави Орегон.

## Демографија
По попису из 2010. године број становника је 16.629, што је 3.821 (29,8%) становника више него 2000. године.
| Група             | 2000.          | 2010.          |
| Белци             | 11.375 (88,8%) | 14.220 (85,5%) |
| Афроамериканци    | 72 (0,6%)      | 158 (1,0%)     |
| Азијати           | 229 (1,8%)     | 289 (1,7%)     |
| Хиспаноамериканци | 755 (5,9%)     | 1.403 (8,4%)   |
| Укупно            | 12.808         | 16.629         |